# Dombeya mauritiana
Dombeya mauritiana är en malvaväxtart som beskrevs av Francis Friedmann. Dombeya mauritiana ingår i släktet Dombeya och familjen malvaväxter. Inga underarter finns listade i Catalogue of Life.

## Bildgalleri

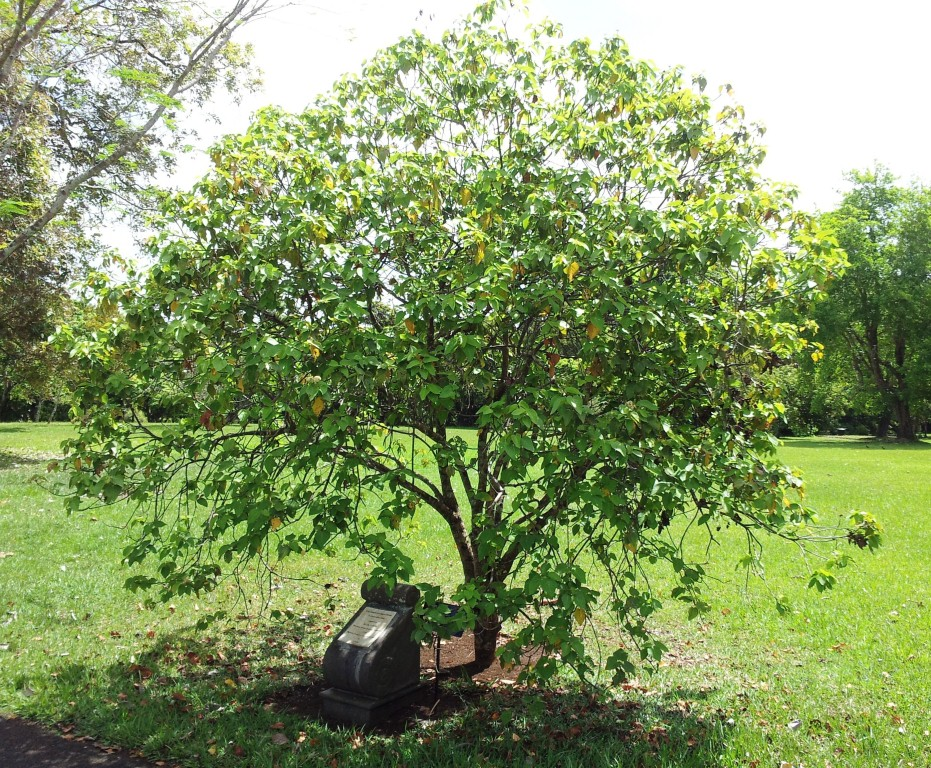
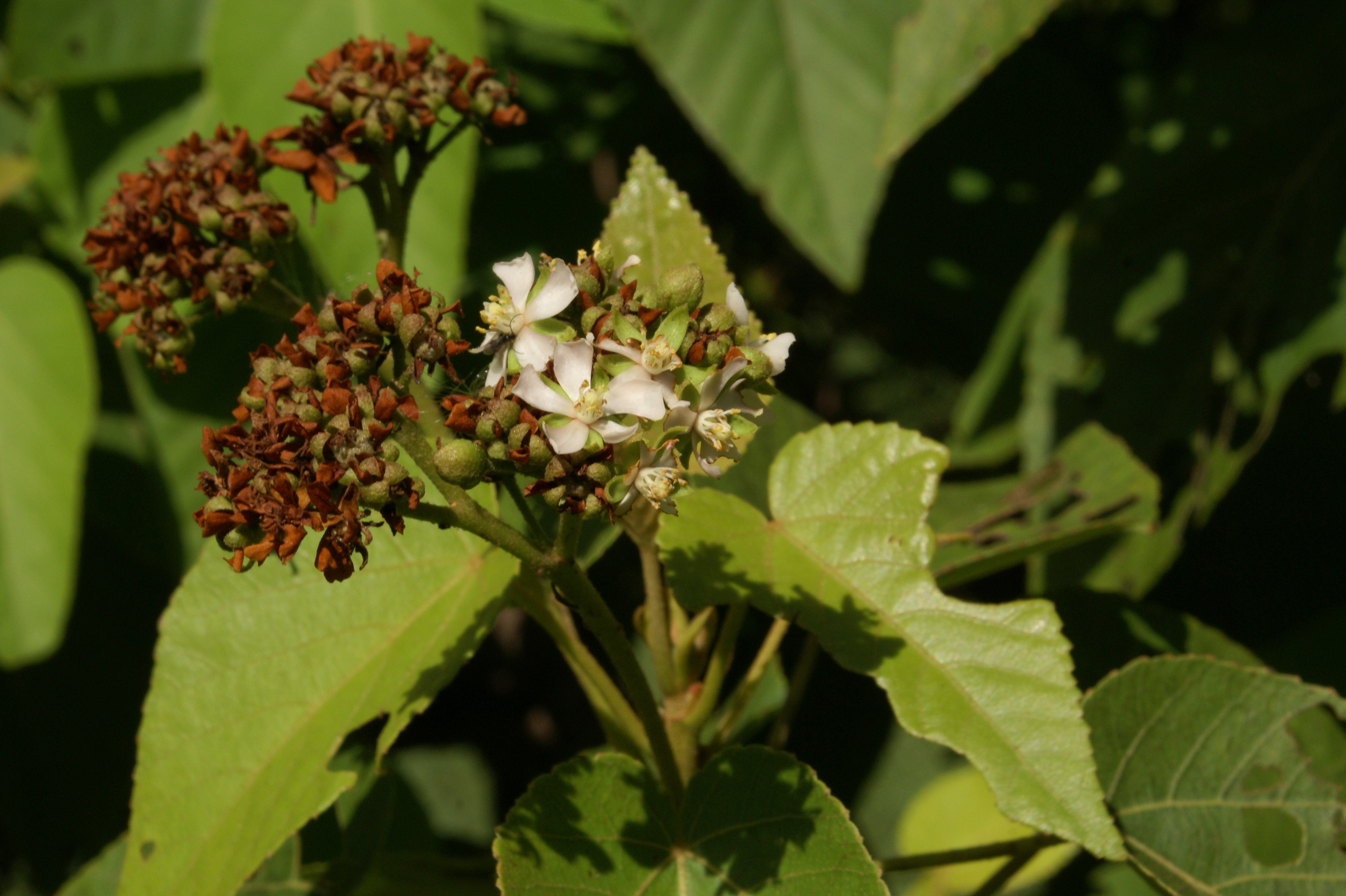
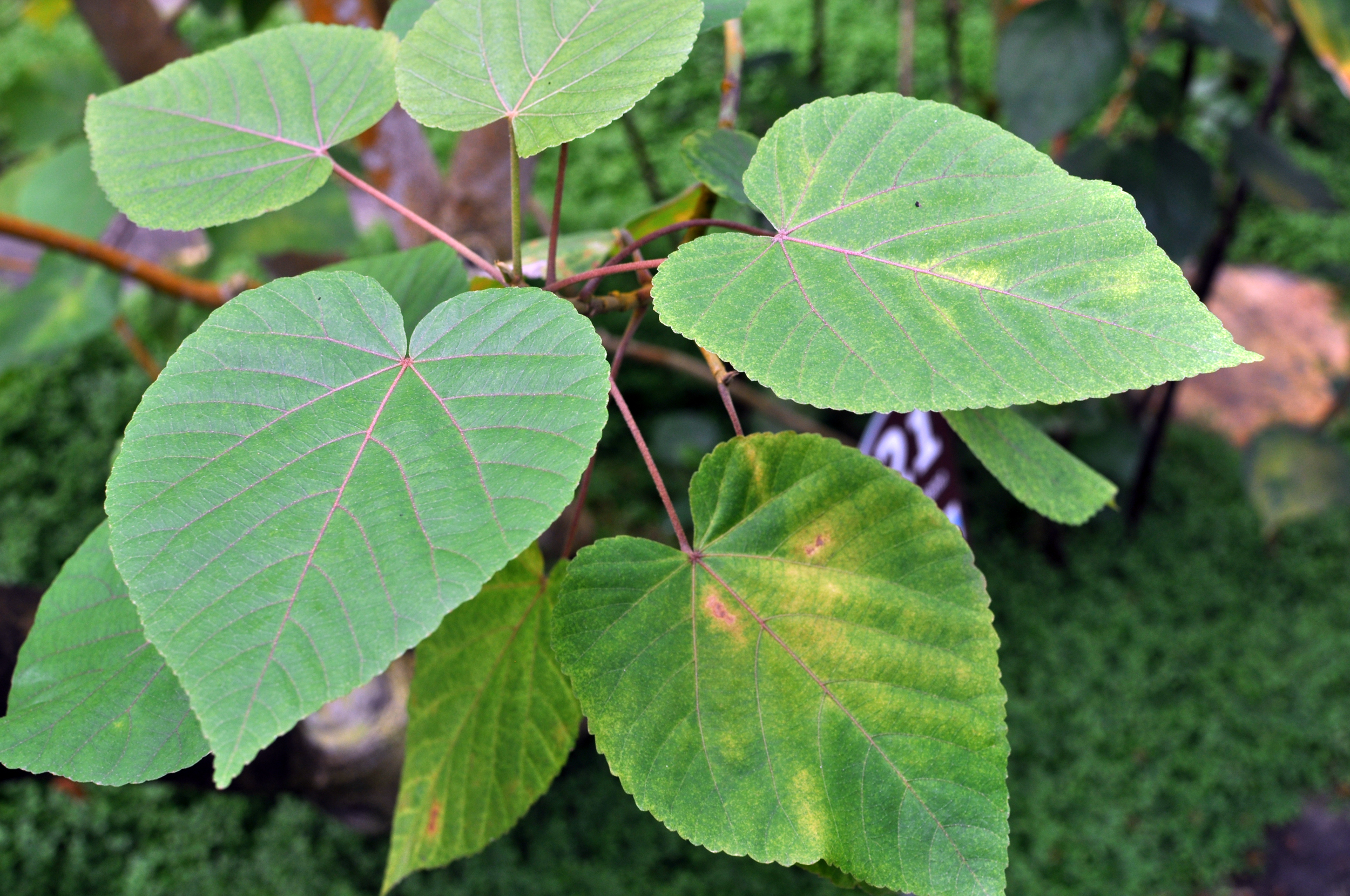
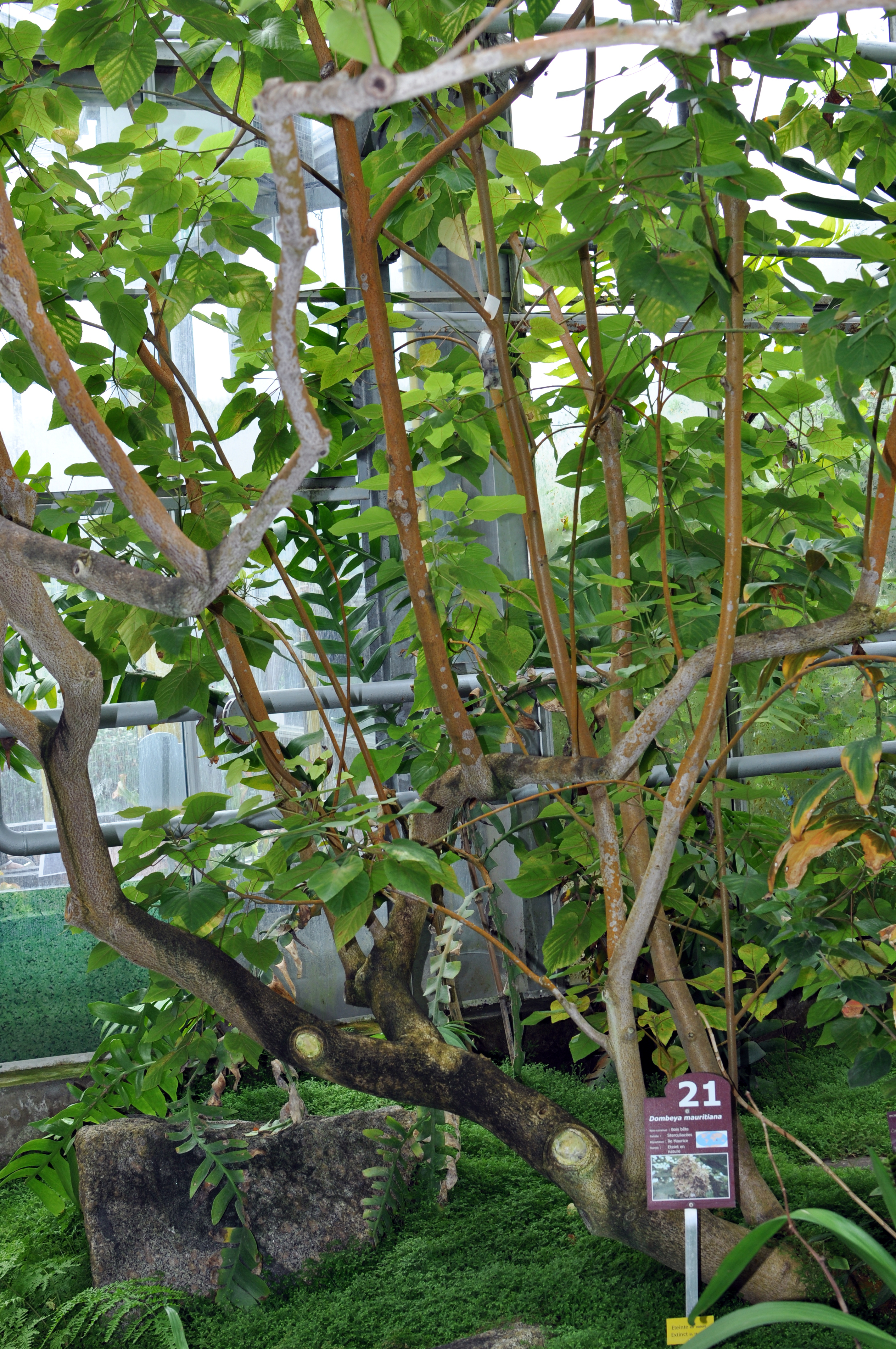
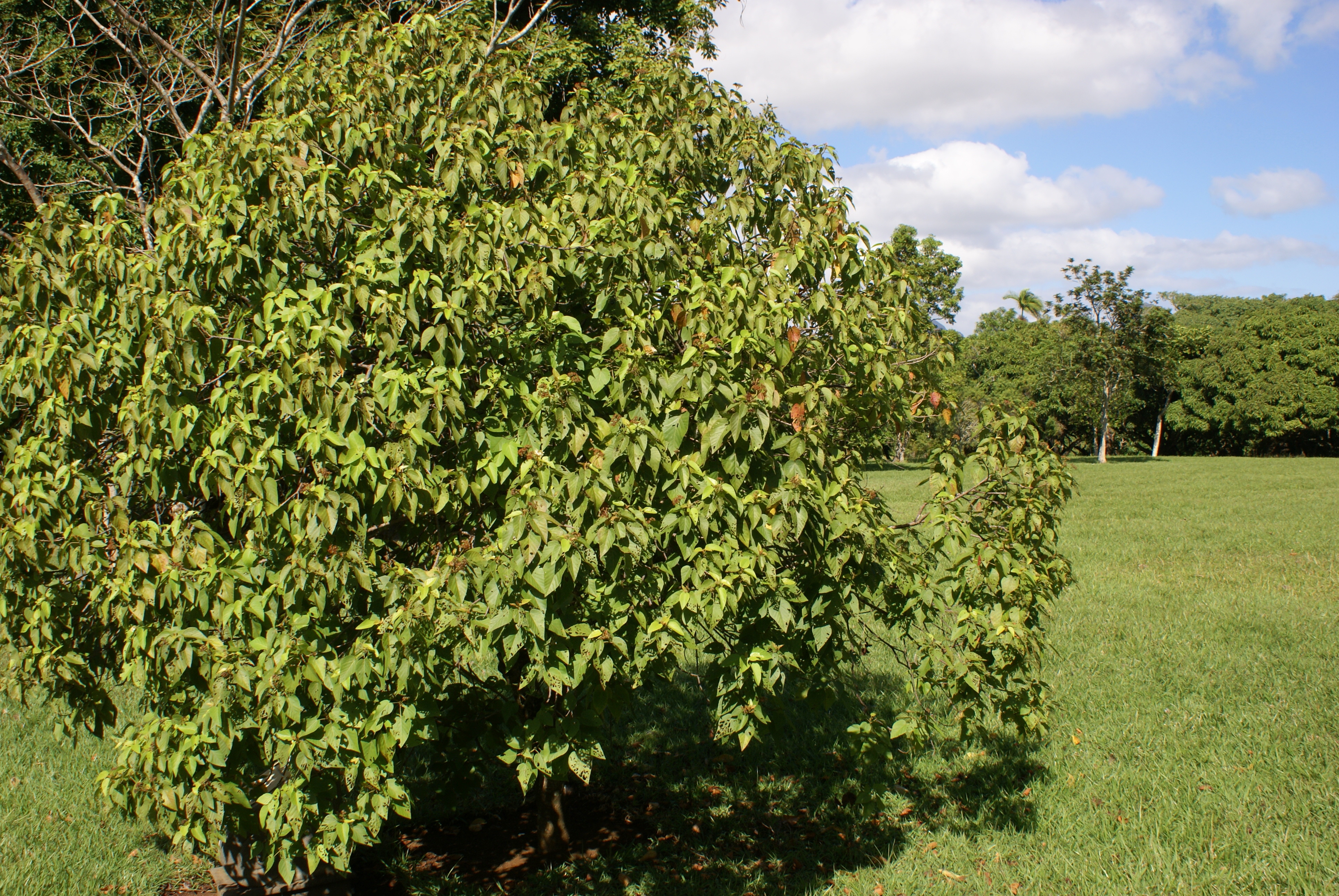